# Namonuitonische Sprache
Namonuitonisch ist eine austronesische Sprache, die auf dem Atoll Namonuito im Bundesstaat Chuuk der Föderierten Staaten von Mikronesien gesprochen wird. Namonuitonisch ist eine malayo-polynesische Sprache und gehört zu der Untergruppe der mikronesischen Sprachen innerhalb der ozeanischen Sprachen. Laut einem Zensus von 1989 gab es zu diesem Zeitpunkt zwischen 940 und 944 Sprecher des Namonuitonischen, wobei es sich um die ausschließliche Kommunikationsform handelte. Namonuitonisch wird heute in mehreren Veröffentlichungen als bedrohte Sprache eingeordnet, der genaue Status ist allerdings umstritten beziehungsweise wechselhaft. Der UNESCO Atlas of the World’s Languages in Danger führt die Sprache als „ernsthaft gefährdet“, The Catalogue of Endangered Languages (ElCat) des internationalen Endangered Languages Project klassifiziert Namonuitonisch als „gefährdet“ mit einer zwanzigprozentigen Bedrohungslage.